# Allègre-les-Fumades
Allègre-les-Fumades é uma comuna francesa na região administrativa de Occitânia, no departamento de Gard. Estende-se por uma área de 24,59 km². Em 2010 a comuna tinha 945 habitantes (densidade: 38,4 hab./km²).